# Парус (дом)
Жилой дом «Парус» — дом в Москве, расположенный в Хорошевском районе по адресу улица Гризодубовой, 2. Входит в жилой комплекс «Гранд-Паркъ». Название связано с необычной формой здания, образованной двумя дугами разного радиуса, и имеющей сходство с наполненным ветром парусом. 
Жители окрестных домов, журналисты и архитектурные критики также сравнивали здание с китом, улиткой, каплей, палитрой, волной или ухом.

## История
Территория Центрального аэродрома имени Фрунзе на Ходынском поле долгое время была пустотой в плотной застройке Москвы. По словам главного архитектора «Паруса» Бориса Уборевича-Боровского, в 1990-х годах на территорию ещё действовавшего аэродрома претендовал инвестор, рассчитывавший разместить на его месте развлекательный комплекс с трассой для картинга, площадкой для боулинга и парком аттракционов. Однако городские власти предпочли развернуть на Ходынском поле жилое строительство. 
В начале 2000-х годов началась работа над проектом жилого комплекса «Гранд-Паркъ», к которой был привлечён авторский коллектив ГУП МНИИП «Моспроект-4». Первый вариант планировки Ходынского поля был отвергнут мэром Москвы Юрием Лужковым. Во втором варианте архитекторы провели по краю аэродрома дугообразную улицу, на которой было предложено построить самый длинный в Европе дом, дополненный по центру выступающим акцентом-горбом. За ним планировалось разместить искусственное озеро с композицией из расширяющихся кверху башен, напоминающих здания Марина-Сити в Чикаго.
После появления в плане застройки школы со стадионом, спроектированных архитектором Юрием Ильиным-Адаевым, проект здания потребовалось переработать, поскольку отбрасываемая им тень нарушала нормы инсоляции территории учебного заведения. Часть «самого длинного дома» была отделена дорогой, но этой меры оказалось недостаточно, и было решено менять её этажность каскадом. В процессе развития этой идеи Уборевич-Боровский и руководитель коллектива «Моспроекта-4» Андрей Боков сгладили углы здания и пришли к нестандартной криволинейной форме, разместившейся между протяжённым 6-корпусным зданием в форме амфитеатра и 4 домами-башнями. Результат был представлен главному архитектору Москвы Александру Кузьмину, который со скепсисом отнёсся к необычному зданию, но дал проекту добро. Проектирование дома, получившего название «Парус», велось с 2002 по 2005 год, строительство — в 2003—2007 годах.

## Архитектура

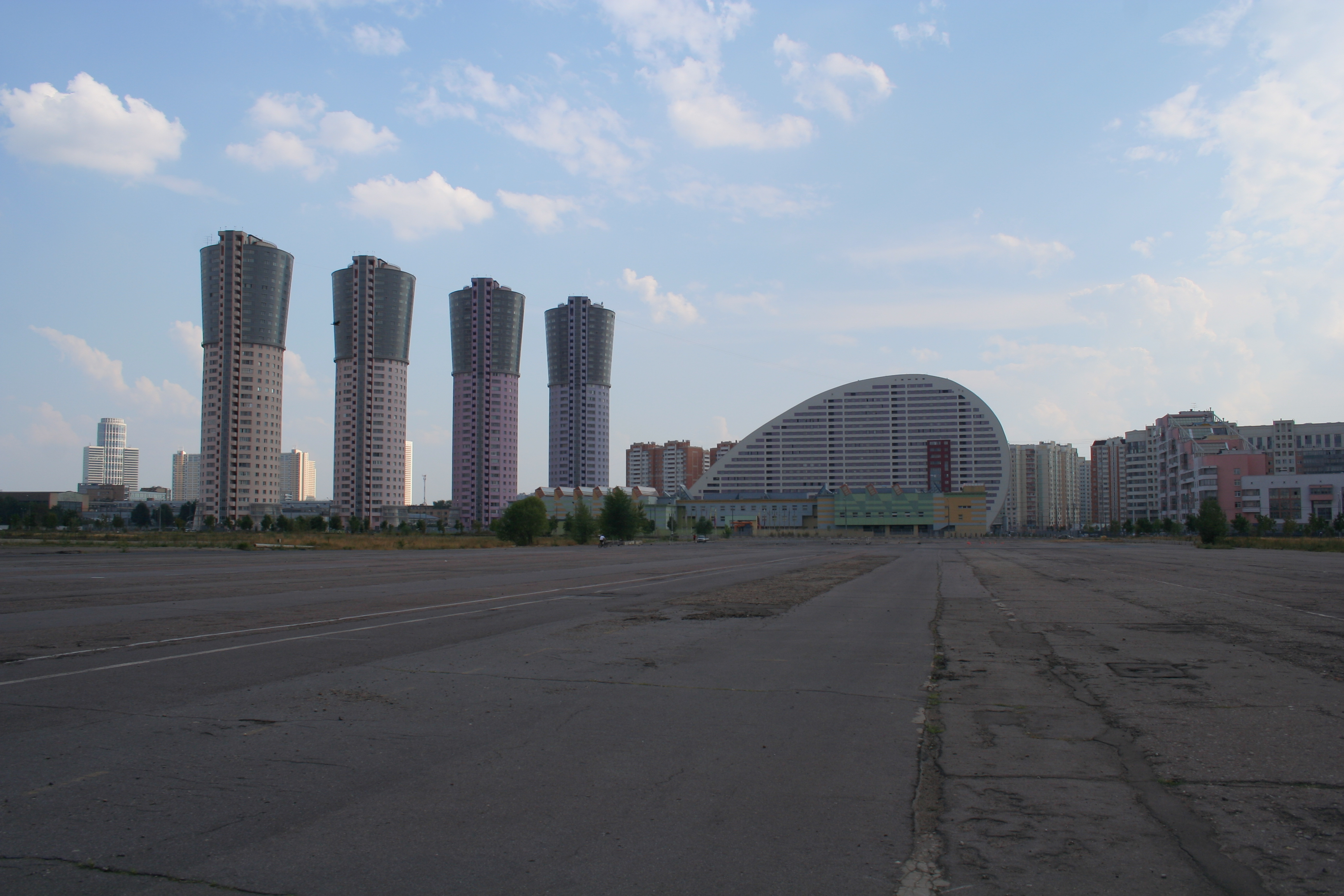
Жилой дом «Парус» на Ходынском поле, снимок 2010 года

Форма «Паруса» образована дугой, плавно переходящей в окружность, причём по краям здание имеет меньшую ширину, чем в центральной части. Уборевич-Боровский признавался, что форма здания была отчасти подсмотрена в очертаниях дубайских гостиниц, но её реализация в формате жилого здания потребовала совершенно иного подхода. Ниже уровня земли расположена двухъярусная парковка на 262 автомобиля, 2 первых этажа 5-секционного здания занимают вестибюли и помещения общественно-делового назначения, выше находятся 22 этажа с 272 квартирами общей площадью 29 тысяч м². Из-за нестандартной формы здания были разработаны 22 отдельных плана. Квартиры в торцевых секциях «Паруса» получили просторные террасы — зимние сады. Ритм фасада задаёт горизонтальное членение лоджий и окон, акцентом служит остеклённый участок, выступающий на северном фасаде и западающий на южном. «Парус» служит центром архитектурной композиции микрорайона, включающего жилые здания, торгово-развлекательный центр, ледовый дворец и другие объекты.
Часть оригинальных архитектурных решений не вошла в окончательный проект «Паруса». В здании планировалось прямоугольное отверстие-арка, через которое проходил луч второй взлётной полосы бывшего аэродрома, на противоположном конце которой должен был разместиться комплекс Национального музея авиации и космонавтики. От сквозного отверстия пришлось отказаться по настоянию инвестора, на его месте остался рельефный выступ, выделенный красным стемалитом. Из-за требований пожарной безопасности архитекторам также пришлось отказаться от вторящего силуэту здания стилобата, где планировалось разместить офисные помещения. Оригинальный проект предполагал открытые балконы на торцах здания, которые обеспечивали бы игру света и тени, но заказчик предпочёл отказаться от организации водостоков и настоял на остеклении. Первоначально архитекторы планировали совершенно гладкий оштукатуренный фасад с окнами одинаковой глубины, но инвестор решил включить лоджии в площадь квартир, из-за чего окна в разных частях здания получили разную глубину, и настоял на облицовке здания керамическим гранитом.
Необычная форма «Паруса» потребовала нестандартных технических решений. В зданиях традиционной формы подъёмные механизмы лифтов и вентиляционные шахты размещаются непосредственно под крышей, при строительстве «Паруса» для инженерных сетей были сооружены 2 полых дугообразных канала, повторяющие контуры дома. Кроме того, архитектурное решение привело к ряду проблем в эксплуатации. Жители квартир, окна которых выходят на торцы здания, жаловались на сложности при проветривании, обусловленные специфической аэродинамикой (потоки воздуха в этой части дома движутся не внутрь помещений, а наружу). Из-за невозможности эффективной очистки крыши зимой управляющая компания вынуждена огораживать покатую сторону здания на 30—40 метров, чтобы обезопасить прохожих и автомобили от сходящих с крыши снежных лавин, а во время весеннего потепления подтаявшие пласты слежавшегося снега и льда соскальзывают с карнизов на стеклянные крыши зимних садов, повреждая их.

## Авторский коллектив
Над проектом «Паруса» работал авторский коллектив ГУП МНИИП «Моспроект-4» под руководством Андрея Бокова. Главным архитектором проекта выступил Борис Уборевич-Боровский, архитекторами — Сергей Нарольский, Алексей Николашин, Татьяна Зайцева, Наталья Овсянникова и Владимир Беспалько при участии Н. Мушкаровой и Ирины Шумаевой. Инженерные задачи в проекте решали А. Егорова и конструктор Т. Гусакова при участии Н. Короленко и А. Фёдоровой. Инвестором проекта выступили «Мосфундаментстрой-6» и компания «Интеко», заказчиками строительства — «Москапстрой» и «Тукс-2», генеральными подрядчиками — строительные компании «Стратегия» и «ДСК-3».

## Оценка проекта
Выгодно выделяющийся на фоне прочей застройки Ходынского поля и в целом архитектуры лужковского периода, «Парус» получил высокую оценку архитектурных критиков. Журналист Николай Малинин назвал его примером российской архитектуры, старающейся не отставать от западной, и сравнил его спиралевидную форму с башней Татлина и графикой Якова Чернихова. Архитектор и журналист Константин Савкин в журнале «Архитектурный вестник» назвал «Парус» домом-скульптурой, напоминающей по форме золотую спираль. По мнению критика Григория Ревзина, «Парус» стал редким примером того, как сильного пластического жеста оказалось достаточно для создания яркого архитектурного проекта. Ревзин высоко оценил нетривиальные технические решения авторского коллектива, а за органическую форму окрестил дом «Ухом Земли», сравнив яркий рельефный блок на месте планировавшегося отверстия с модной клипсой.
Весной 2008 года «Парус» стал лауреатом премии «Дом года», совместно вручаемой сайтом «Другая Москва» и журналом «Made in Future», опередив 11 других архитектурных проектов, воплощённых в 2007 году. Награды были вручены главному архитектору проекта Борису Уборевичу-Боровскому и генеральному директору строительной компании «Стратегия» Андрею Шарову.